# Васильев, Владимир Николаевич (писатель)
Влади́мир Никола́евич Васи́льев (укр. Володимир Миколайович Васильєв; род. 8 августа 1967, Николаев, Украинская ССР, СССР), также известен как Воха, — русский писатель-фантаст и музыкант.

## Биография
Родился 8 августа 1967 года в Николаеве (Украинская ССР) в русско-украинской семье. Окончил Николаевское СПТУ № 21 по специальности «регулировщик радиоаппаратуры и приборов», некоторое время работал на железнодорожной АТС. Пробовал писать фантастику с восьмого класса школы. Первая публикация — рассказ в николаевской газете «Ленинское племя» в блоке николаевского клуба любителей фантастики «Арго». В это время Васильев проходил срочную службу на южной границе в Туркмении. С лета 1990 по осень 1997 года жил в разных городах, таких как Николаев, Киев, Москва, Санкт-Петербург, Рига, Евпатория, Ялта, Винница, Харьков, Магнитогорск, Волгоград, Свердловск, Южно-Сахалинск, Новосибирск, Иваново, Тирасполь, Одесса, Керчь, Минск и др.
В начале 2000-х годов перебрался из Николаева в Москву.
В течение шестнадцати лет сотрудничал с московским издательством АСТ.
На 2014 год вышло более ста пятидесяти книг (в том числе за рубежом) и ряд публикаций в коллективных сборниках; кроме того выпущены мультимедийные компакт-диски с текстами, фотографиями и аудиотреками любительски записанных песен, диски с аудиокнигами.
Во второй половине 2014 года совместно с николаевской рок-группой «Проспект Мира», участником которой Васильев являлся ещё в конце 1980-х годов, записал альбом «Запоздалая исповедь», содержащий 14 оригинальных треков.
Лауреат ряда российских и международных литературных премий в области фантастики:
- Звёздный мост (1999, 2000, 2002, 2003, 2004, 2007)[5]
- Большая Урания (2000)
- Малая Урания (2000)
- Роскон (2001, 2005, 2010, 2018, 2020)[6]
- Бронзовая улитка (2005)
- Фиолетовый Кристалл имени Л. П. Козинец (2008)
- Аэлита (2009)[7]

Также лауреат шуточной, неофициальной премии, проводимой на конвенте — конференции российских фантастов «РосКон» — «Нетрезвый Меч» (2004) «за постоянное отображение в своих произведениях пива „Оболонь“», (2005) «за книгу „Антарктида online“».

### Семья
Женат, имеет двоих детей.

## Политические взгляды
В 2007 году Васильев заявил, что «никакой Украины нет», а также отметил, что Львову и Донецку не жить вместе; писатель подчеркнул, что востоку и югу Украины следует присоединиться к России или, в случае отказа, стать Малороссией.
После Евромайдана в 2014 году Васильев заявил, что не видит для себя другого выхода, кроме как покинуть Украину.

### Романы
- «Клинки» (1996)
- «Враг неизвестен» (новеллизация компьютерной игры X-COM: UFO Defense) (1997)
- «Охота на дикие грузовики» («Техник Большого Киева») (1998)
- «Смерть или слава» (1998)
- «Идущие в Ночь» (в соавторстве с Анной Китаевой) (1999) — III место на фестивале «Звёздный мост» (1999) в номинации «За лучший роман»
- «Волчья натура» (1999) + «Зверь в каждом из нас» (2000) — дилогия
- «Чёрная эстафета» (1999)
- «Дневной дозор» (в соавторстве с Сергеем Лукьяненко (2000) — I место на фестивале «Звёздный мост» (2000) в номинации «Циклы, сериалы и романы с продолжением» и I место («Золотой РосКон») на российской конференции фантастики «РосКон» (2001).
- «Три шага на Данкартен» (2001)
- «Сердца и Моторы», «Горячий старт» (2002) — дилогия, намёками связанная с «Лабиринтом Отражений» Лукьяненко.
- «Наследие исполинов» (2002) — I место на фестивале «Звёздный мост» (2002) в номинации «Циклы, сериалы и романы с продолжением» + «Никто, кроме нас» (2005) — дилогия
- «Лик Чёрной Пальмиры» (2003) — III место на фестивале «Звёздный мост» (2004) в номинации «Циклы, сериалы и романы с продолжением».
- «Антарктида online» (в соавторстве с Александром Громовым) (2004) — II место на фестивале «Звёздный мост» (2004) в номинации «За лучший роман»; «Бронзовая улитка» (2005).
- «Сокровище „Капудании“» (2007) — III место на фестивале «Звёздный мост» (2007) в номинации «За лучший роман»; «Фиолетовый Кристалл» им. Л. П. Козинец на фестивале «Созвездие Аю-Даг» (2008) за лучшее произведение, обращенное к истории, культуре, современному положению и будущей судьбе Крыма.
- «Прятки на осевой» (в рамках проекта S.T.A.L.K.E.R.) (2010)
- «Дети дупликатора» (в рамках проекта S.T.A.L.K.E.R.) (2011)
- «Два заповедника» (2012)[10] + «Phasis imago» (2017) — II место («Серебряный РосКон») на российской конференции фантастики «РосКон» (2020).[11]
- «Время инверсий» (2014)
- «Рекрут» (2013) (межавторский цикл Пограничье)
- «Шуруп» (2014) — I место («Золотой РосКон») на российской конференции фантастики «РосКон» (2018).
- «Шурупы» (2023)
- «Чужое знание» (2024)

### Сборники
- «Знак воина» (1996)
- «Абордаж в киберспейсе» (1997)
- «Звезды над Шандаларом» (1999)
- «Веселый Роджер на подводных крыльях» (2002)
- «Забытая дорога» (2003)
- «Джентльмены непрухи» (2006)
- «Чужие миры» (2006)
- «Гений подземки» (2007)
- «Незнакомка Земля» (2008)

Цикл «Ведьмак из Большого Киева» (1999—2012) — I место на фестивале «Звёздный мост» (2003) в номинации «Циклы, сериалы и романы с продолжением».
- «Ведьмак из Большого Киева» («Грем из Большого Киева») (1999)
- «Долг, честь и taimas» (2000)
- «Вопрос цены» (2001)
- «Родина безразличия» (2002)
- «Нянька» (2004)
- «Искусственный отбор» (2004)
- «No past» (2006)
- «Матадор» (2007)
- «Ведьмачье слово» (2008)
- «Поезд вне расписания» (2009)
- «Цвета перемирия» (2012)

Цикл «Ведьмак из Большой Москвы» (2017 — …)
- «Очень большая Москва» (2017)
- «Вестник ночного неба» (2022)
- «Рохля» (2022)

### Аудиокниги
- «Наследие исполинов», 2003, 2005, CD, mp3
- «Ведьмак из Большого Киева», 2003, CD, mp3
- «Дневной Дозор», 2004, 2 CD, mp3
- «Лик Чёрной Пальмиры», 2005, CD, mp3
- «Дневной Дозор» (переиздано) 2006, 2 CD, mp3
- «Волчья натура», 2006, CD, mp3
- «Зверь в каждом из нас», 2006, 2 CD, mp3
- «Горячий старт», 2006, CD, mp3
- «Никто, кроме нас», 2007, mp3
- «Смерть или слава», 2007, CD, mp3
- «Чёрная эстафета», 2007, CD, mp3
- «Ведьмак из Большого Киева», 2007, CD, mp3
- «Сокровище Капудании», 2009, CD, mp3
- «Ведьмачье слово», 2009, CD, mp3
- «Время инверсий», 2014, CD, mp3
- «Рекрут», 2015, CD, mp3